# Jugon-les-Lacs
Jugon-les-Lacs [ʒygɔ̃ le lak] est une commune du département des Côtes-d'Armor, dans la région Bretagne.
Jugon-les-Lacs, commune créée le 1er avril 1973 sous le régime juridique de la fusion-association, à la suite de la fusion  des communes de Jugon, Lescouët-Jugon et Saint-Igneuc, fusionne avec Dolo le 1er janvier 2016, sous le régime juridique de la commune nouvelle, pour former Jugon-les-Lacs - Commune nouvelle, renommée Jugon-les-Lacs le 1er janvier 2024.
Elle fait partie des Petites Cités de Caractère et des Villages étapes.

## Géographie

### Localisation
Situé près de l'axe Dinan - Saint-Brieuc, le village de Jugon borde un étang de 70 ha, alimenté par quatre rivières, la Rosette, la Rosaie, la Rieule et le Vau Déhy. L'étang rejoint ensuite la rivière l'Arguenon, laquelle se déverse dans un premier lac de 40 ha, le Réservoir de Lorgeril, puis dans un second lac de barrage de 200 ha, la Retenue de l'Arguenon. À Plancoët, la rivière Arguenon passe en domaine maritime et se jette dans la Manche à Créhen au niveau du château du Guildo. C'est un haut lieu de pêche, labellisé Station Pêche en 2016, on y recherche les carnassiers, poissons blancs et carpes en étang et la truite fario en rivière. La Maison Pêche et Nature des Côtes d'Armor propose des animations de découverte de la pêche et de l'environnement. Le site est également réputé pour la qualité de ses randonnées pédestres et VTT, avec des parcours bien balisés et de différents niveaux de difficulté, une Station Sport Nature y propose des activités nautiques et VTT toute l'année.

### Évolution du territoire
De 1793 au 1er avril 1973, les communes de Jugon, Lescouët-Jugon, Saint-Igneuc et Dolo sont autonomes.
Le 1er avril 1973, Jugon-les-Lacs est créée par regroupement des communes de Jugon, Lescouët-Jugon (22125) et Saint-Igneuc (22301), sous le régime juridique de la fusion-association défini par la loi du 16 juillet 1971.
Le 1er janvier 2016, Jugon-les-Lacs - Commune nouvelle est créée en lieu et place des communes de Jugon-les-Lacs (22084) et de Dolo (22051), sous le régime juridique de la commune nouvelle (application de l'article 21 de la loi du 16 décembre 2010),. À partir du 1er janvier 2024, Jugon-les-Lacs - Commune nouvelle est renommée en Jugon-les-Lacs.
Avec l'absorption de Dolo, la superficie de Jugon-les-Lacs passe de 26,15 km2 à 38,03 km2.

### Hydrographie
Pour un article plus général, voir Réseau hydrographique des Côtes-d'Armor.
La commune est située dans le bassin Loire-Bretagne. Elle est drainée par l'Arguenon, le bras de l'arguenon, la Rosette, la Rieule, la Rosaie, l'Étang du Guillier et le Vau Dehy,,.
L'Arguenon, d'une longueur de 53 km, prend sa source dans la commune du Mené et se jette  dans la Manche en limite de Saint-Cast-le-Guildo et de Saint-Jacut-de-la-Mer, après avoir traversé dix communes.  Les caractéristiques hydrologiques de l'Arguenon sont données par la station hydrologique située sur la commune. Le débit moyen mensuel est de 0,834 m3/s. Le débit moyen journalier maximum est de 25,1 m3/s, atteint lors de la crue du 28 février 2010. Le débit instantané maximal est quant à lui de 36,1 m3/s, atteint le même jour.
La Rosette, d'une longueur de 31 km, prend sa source dans la commune de Éréac et se jette  dans l'Arguenon sur la commune, après avoir traversé huit communes. 
La Rieule, d'une longueur de 14 km, prend sa source dans la commune de Rouillac et se jette  dans la Rosette sur la commune, après avoir traversé quatre communes. 
La Rosaie, d'une longueur de 12 km, prend sa source dans la commune de Rouillac et se jette  dans la Rosette sur la commune. 
Deux plans d'eau complètent le réseau hydrographique : la retenue de l'Arguenon, d'une superficie totale de 145,3 ha (7,71 ha sur la commune) et l'étang de Jugon, d'une superficie totale de 60,9 ha (60,83 ha sur la commune),.

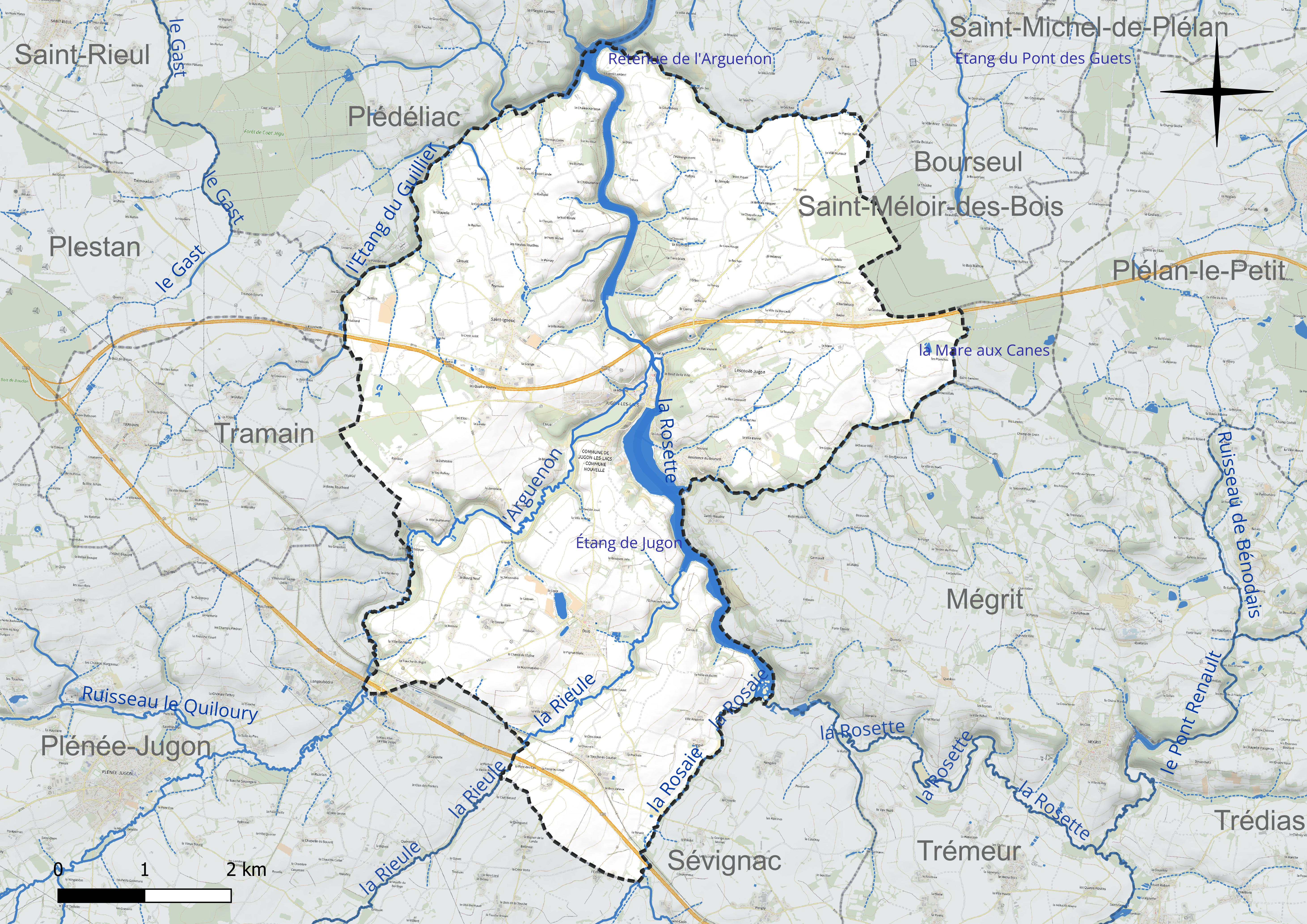
Réseau hydrographique de Jugon-les-Lacs.

### Climat
Pour des articles plus généraux, voir Climat de la Bretagne et Climat des Côtes-d'Armor.
En 2010, le climat de la commune est de type climat océanique franc, selon une étude du CNRS s'appuyant sur une série de données couvrant la période 1971-2000. En 2020, Météo-France publie une typologie des climats de la France métropolitaine dans laquelle la commune est exposée à un climat océanique et est dans une zone de transition entre les régions climatiques « Finistère nord » et « Bretagne orientale et méridionale, Pays nantais, Vendée ». Parallèlement l'observatoire de l'environnement en Bretagne publie en 2020 un zonage climatique de la région Bretagne, s'appuyant sur des données de Météo-France de 2009. La commune est, selon ce zonage, dans la zone « Intérieur », exposée à un climat médian, à dominante océanique.
Pour la période 1971-2000, la température annuelle moyenne est de 11,3 °C, avec  une amplitude thermique annuelle de 11,8 °C. Le cumul annuel moyen de précipitations est de 719 mm, avec 12,9 jours de précipitations en janvier et 6,3 jours en juillet. Pour la période 1991-2020, la température moyenne annuelle observée sur la station météorologique la plus proche, située sur la commune de Quintenic à 14 km à vol d'oiseau, est de 11,6 °C et le cumul annuel moyen de précipitations est de 769,8 mm,. Pour l'avenir, les paramètres climatiques de la commune estimés pour 2050 selon différents scénarios d’émission de gaz à effet de serre sont consultables sur un site dédié publié par Météo-France en novembre 2022.

## Urbanisme

### Typologie
Au 1er janvier 2024, Jugon-les-Lacs est catégorisée commune rurale à habitat dispersé, selon la nouvelle grille communale de densité à 7 niveaux définie par l'Insee en 2022.
Elle est située hors unité urbaine et hors attraction des villes,.

## Toponymie
Le nom de la localité est attesté sous les formes Castrum Jugon vers 1110, Gigun en 1177, Lanjugon en 1208 et en 1209, Jugun en 1225 et en 1234, Sanctus Maclovius de Jugonio, ecclesia Beate Marie de Jugon en 1237, Notre Dame de Jugon en 1428, Sancto Malo de Jugon en 1516 .
C'est le breton lann au sens de « lande » et non pas d'« ermitage » dans ce cas, qu'il faut identifier dans Lanjugon, terre mentionnée en 1208 et 1209. Selon Hervé Abalain, Jugon représente un hagionyme sans doute breton car il existe un Saint-Jugon (Morbihan, La Gacilly) qui tient son nom d’un saint Jugon (< ancien breton Iudcon), qui selon la légende aurait été berger. La présence de plusieurs microtoponymes Jugon en Bretagne semble confirmer l'existence du nom de personne Jugon. Le patronyme Jugon est bien attesté en Ille-et-Vilaine et dans les Côtes-d'Armor.
Le nom choisi par la commune nouvelle : « Jugon-les-Lacs-Commune nouvelle » contenait 33 caractères (les tirets et les espaces comptent) et était le plus long de toutes les communes de la région Bretagne.
Par un décret du 18 octobre 2023, la commune de Jugon-les-Lacs-Commune nouvelle change de nom officiellement le 1er janvier 2024 et devient Jugon-les-Lacs.

## Histoire

### Antiquité gallo-romaine
Près du camping du Lac, fut trouvé un gisement gallo-romain, connu depuis le siècle dernier, il a livré des tegulae et des tessons de poteries. Il est situé au bord du Chemin de Létra, ancienne voie romaine Corseul-Vannes.

### Révolution française
De Boishardy, un chef chouan, prit Jugon en 1794 : ses 400 hommes coupèrent l'Arbre de la liberté, crièrent « Vive le roi ! » et emportèrent les armes de la brigade.

### LeXXesiècle

#### Les guerres du XXe siècle
Le monument aux Morts porte les noms de 28 soldats morts pour la Patrie :
- 19 sont morts durant la Première Guerre mondiale.
- 7 sont morts durant la Seconde Guerre mondiale.
- 2 sont morts durant la Guerre d'Algérie.

#### La période contemporaine
Jugon-les-Lacs a été créé le 1er avril 1973 par la fusion des communes de Jugon, Lescouët-Jugon et Saint-Igneuc. Depuis 1975, la ville est jumelée avec Lenzkirch en Allemagne, un square en l'honneur du jumelage a été édifié.

## Politique et administration

### Liste des maires

#### Période 1793-1973 (anciennes communes de Jugon, Lescouët-Jugon, Saint-Igneuc et Dolo)
Les listes des maires des anciennes communes dont les territoires fusionnés constituent celui de l'actuelle commune peuvent être consultées sur les articles respectifs : Jugon, Lescouët-Jugon, Saint-Igneux et Dolo.

#### Période 1973-2015 (anciennes communes de Jugon-les-Lacs et Dolo)
| Période    | Période       | Identité       | Étiquette   | Qualité                                                         |
| ---------- | ------------- | -------------- | ----------- | --------------------------------------------------------------- |
| avril 1973 | juin 1995     | Fernand Hamon  | DVG puis PS | Inséminateur Conseiller général de Jugon-les-Lacs (1967 → 1992) |
| juin 1995  | mars 2001     | Humbert Boulin |             | Agriculteur-éleveur                                             |
| mars 2001  | avril 2014    | Daniel Hamon   | DVG         | Professeur d'économie et gestion, ancien adjoint                |
| avril 2014 | décembre 2015 | Roger Aubrée   | DVD         | Retraité de la fonction publique                                |

| Période | Période | Identité         | Étiquette | Qualité      |
| ------- | ------- | ---------------- | --------- | ------------ |
| 1973    | 1983    | André Rozé       |           |              |
| 1983    | 2014    | Michel Rochefort | PS        | Retraité     |
| 2014    | 2015    | Éric Moisan      | PS        | Inséminateur |

#### Période 2016-2023 (ancienne commune de Jugon-les-Lacs-Commune nouvelle)
| Période        | Période     | Identité     | Étiquette | Qualité                          |
| -------------- | ----------- | ------------ | --------- | -------------------------------- |
| 7 janvier 2016 | 23 mai 2020 | Roger Aubrée | DVD       | Retraité de la fonction publique |
| 23 mai 2020    | En cours    | Éric Moisan, | PS        | Inséminateur                     |

| Nom                                       | Code Insee | Intercommunalité      | Superficie (km2) | Population (dernière pop. légale) | Densité (hab./km2) |
| ----------------------------------------- | ---------- | --------------------- | ---------------- | --------------------------------- | ------------------ |
| Jugon-les-Lacs (commune déléguée) (siège) | 22084      | CC Arguenon Hunaudaye | 26,15            | 1 817 (2013)                      | 69                 |
| Dolo                                      | 22051      | CC Arguenon Hunaudaye | 11,88            | 672 (2013)                        | 57                 |

#### Période 2024 à aujourd'hui (commune de Jugon-les-Lacs)
| Période     | Période  | Identité     | Étiquette | Qualité      |
| ----------- | -------- | ------------ | --------- | ------------ |
| 23 mai 2020 | En cours | Éric Moisan, | PS        | Inséminateur |

## Population et société

### Démographie
L'évolution du nombre d'habitants est connue à travers les recensements de la population effectués dans la commune depuis sa création.

En 2022, la commune comptait 2 528 habitants, en évolution de +1,73 % par rapport à 2016 (Côtes-d'Armor : +1,78 %, France hors Mayotte : +2,11 %).
| 2014  | 2015  | 2020  | 2022  |
| ----- | ----- | ----- | ----- |
| 2 485 | 2 481 | 2 533 | 2 528 |

## Lieux et monuments

### Territoire de l'ancienne commune de Jugon (1793-1973)
- L'église Notre-Dame et Saint-Étienne est l'église d'un prieuré de l'abbaye de Marmoutier dont la première pierre fut posée en 1108 par Olivier de Dinan. Elle fut reconstruite en grande partie en 1850 par l'architecte J. Ramard en conservant des éléments anciens : baies à remplages, clocher et bras sud du transept du XIVe siècle, portail ouest du XVIe siècle[36]. Le clocher couvert d'un toit en bâtière de type normand est d'un type rare en Bretagne[37]. L'édifice est inscrit au titre des monuments historiques en 1926[38],[39]. Voir aussi : Bénitier de Jugon-les-Lacs.

### Territoire de l'ancienne commune de Saint-Igneuc (1793-1973)
- Le manoir de Lorgeril, fondé à la fin du XVe siècle, dans la seigneurie de Follideuc en Saint-Igneuc.
- L'église Saint-Ignace de Saint-Igneuc.

### Territoire de l'ancienne commune de Dolo (1793-2016)
- Église Saint-Lezin
- Manoir du Lou, XIIe siècle

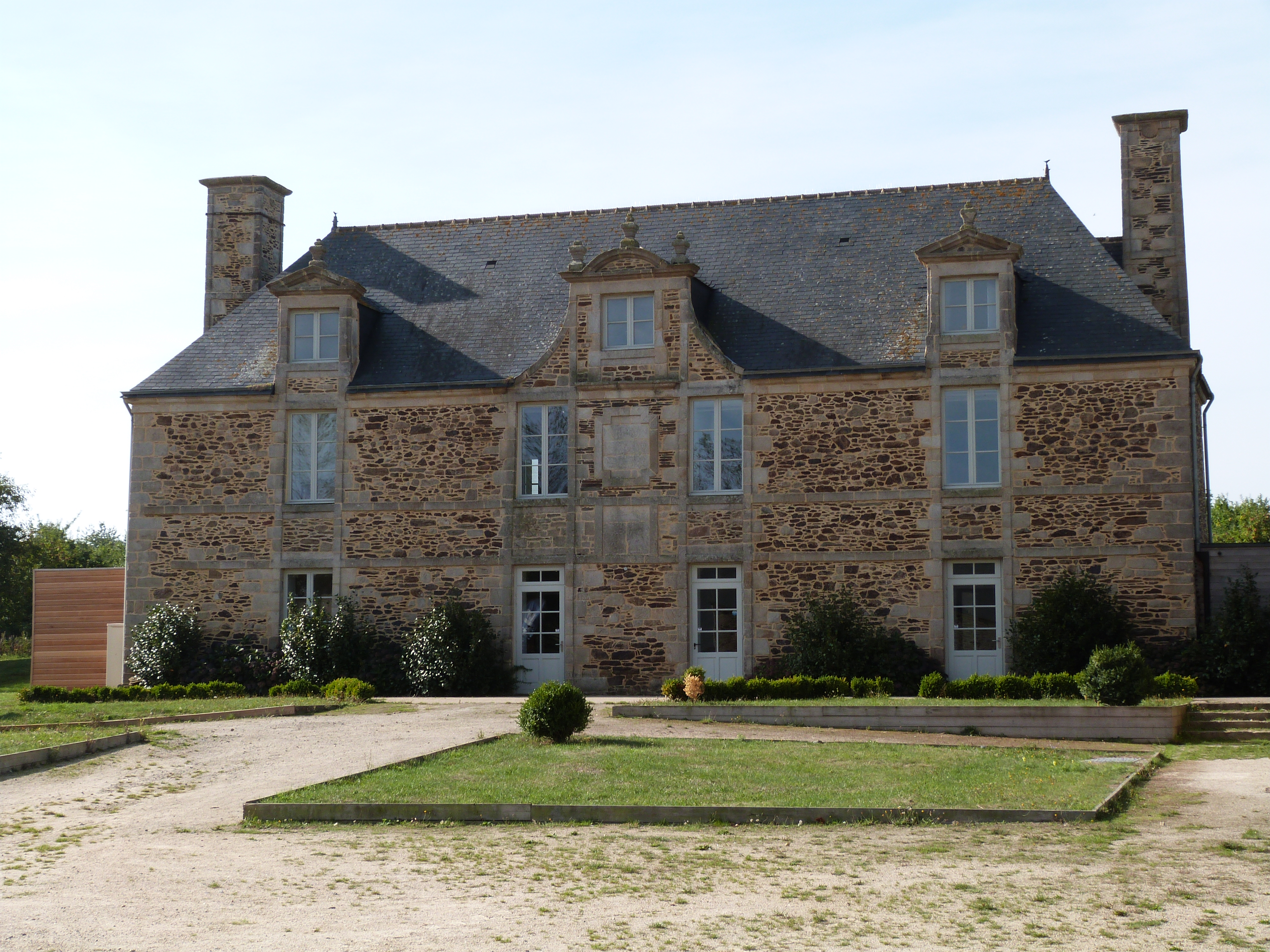
Le manoir du Lou

Le Manoir du Lou est construit au XIIe siècle, par la famille noble de Dolo (connue aussi plus tard, à l'instar des changements de noms de la commune, comme Dolou, Dollou, ou encore plus tard sous Dohollou). Le nom de cette demeure seigneuriale, quant à lui, découle du nom « loch », c'est-à-dire « étang » (qui jouxte la bâtisse).
Il fut construit avec des roches de granit et de schiste. Il est situé près de la voie romaine. Le fronton du manoir, ajouté au XVIIIe siècle, est en granit. Entre les deux fenêtres, se dessine une ouverture en forme de croix latine.
En 1994, le manoir est devenu domaine communal. Ce site naturel et paisible est agrémenté d'un parcours de santé autour de l'étang. Il est le siège de la communauté de communes Arguenon-Hunaudaye, et il abrite également un centre culturel communautaire.

### Personnalités liées à la commune

#### Personnalités liées à Saint-Igneuc
- Maurice Halna du Fretay (1920-1942), officier de l'armée de l'air et résistant